# Judiths Liebe
Judiths Liebe (im hebräischen Original "כימים אחדים" – "wie wenige Tage") ist der dritte Roman des israelischen Schriftstellers Meir Shalev. Der Name leitet sich aus 1. Buch Mose Gen 29,20  ab: Jakob diente also um Rahel sieben Jahre. Weil er sie liebte, kamen sie ihm wie wenige Tage vor.
Der Roman erzählt über die Liebe dreier Männer zu einer Frau, Judith, welche die Mutter des Erzählers, Sejde, ist. Ort der Handlung ist ein kleines Dorf in der Jesreel-Ebene vor der Errichtung des Staates Israel bzw. im Verlauf seiner ersten Jahre.
Die Handlung des Buches ist nicht in chronologischer Reihenfolge aufgebaut, sondern schwankt die ganze Zeit zwischen Vergangenheit und Gegenwart, was Wissenslücken schafft, die beständig aufgerissen und ausgefüllt werden, indem sich die Handlung dem Leser auf verschiedenen Ebenen darstellt und permanent weiterläuft. Mit der Veränderung der Zeitebene verändert sich auch der Blickwinkel des Lesers, ebenso wie des Erzählers.
Neben den Hauptpersonen gibt es auch zahlreiche Nebenfiguren, kleinere Erzählungen, Anekdoten und dergleichen. Der Autor erzeugt mit seinem lockeren Schreibstil eine warme und menschliche Welt voller Humor und Lebensweisheit.

## Buch
- Meir Shalev: Judiths Liebe (hebräisch 1994 unter dem Titel „כימים אחדים“, Ke-yāmîm aḥadîm, übersetzt von Ruth Achlama), Diogenes, Zürich, ISBN 3-257-06171-4.